# 거석기념물

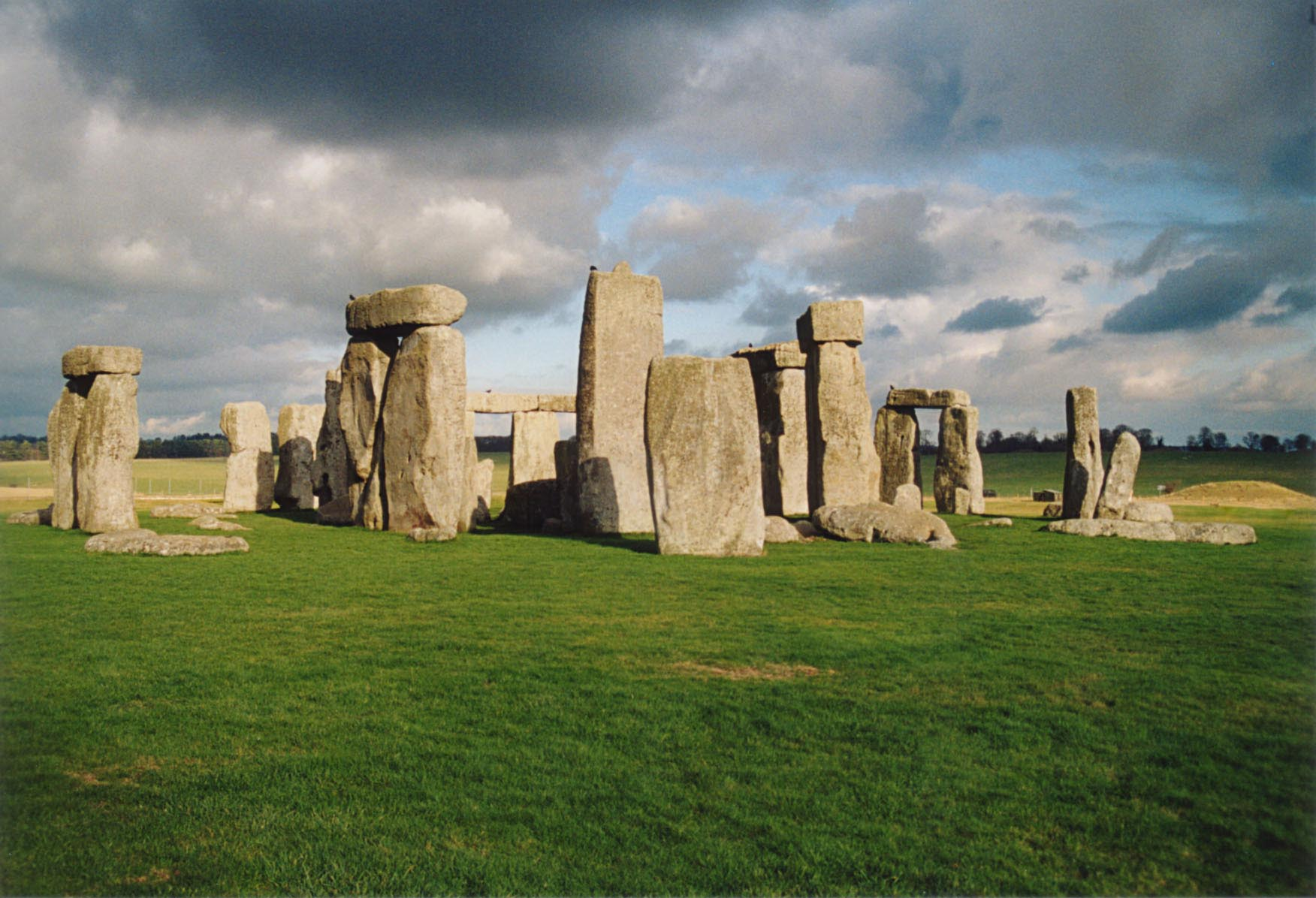

거석기념물(巨石記念物, megalith)은 신석기시대부터 철기시대 초기에 걸쳐서 유럽, 북아프리카, 인도, 만주, 한국의 각지에 분포하는, 거대한 자연석으로 만들어진 유적이나 연도분(羨道墳)을 말한다.
돌멘(Dohnen)은 여러 개의 돌을 세워, 그 위에 평석(平石)을 얹은 것. 그 밑에 부장품을 묻은 묘를 쓴 일이 많고, 주위에는 둥글게 돌울타리를 친 것도 있다.
멘히르(Menhir)는 긴 입석(立石)으로서 높이 20m의 것도 있다. 프랑스의 카르나크에는 입석이 줄을 지어 있는 알리뉴망(列石)이 존재한다.
크롬레크(Cromlech)는 환상(環狀) 알리뉴망으로 영국의 윌트셔에는 3중의 둘레를 가진 스톤 헨지가 남아 있다. 환상열석과 유의어이기도 하다.
멘히르, 크롬레크는 태양 숭배와의 관련성이 추측되기도 한다.

## 같이 보기
- 고인돌
- 선돌